# 和平劇院

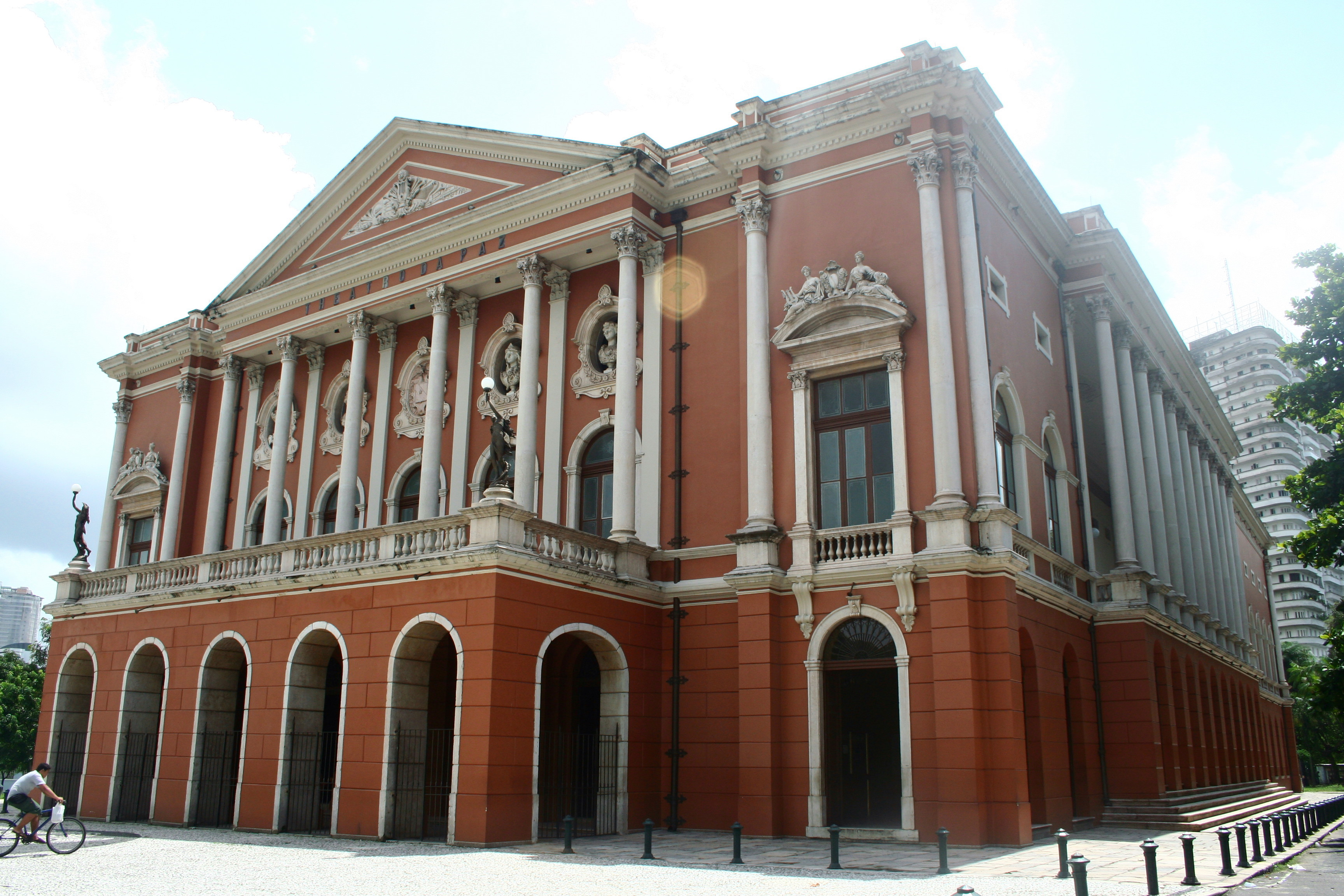
和平劇院

和平劇院（葡萄牙語：Theatro da Paz）是位於巴西帕拉州首府貝倫共和廣場的劇院建築。啟用於1874年，它是在亞馬遜盆地橡膠黃金時代按照新古典主義建築風格建造，被認為是巴西北部最重要的文化建築之一。
巴西國家歷史和藝術遺產研究所於1963年將和平劇院列為受保護的歷史建築。